# シリル・ヒンシェルウッド
サー・シリル・ノーマン・ヒンシェルウッド（Sir Cyril Norman Hinshelwood, 1897年6月19日 - 1967年10月9日）は、イギリス・ロンドン出身の物理化学者。1956年のノーベル化学賞受賞者。

## 生涯
公認会計士の家に生まれ、幼年期をカナダで過ごす。父の死に伴い1905年にイギリスに帰国、チェルシーの小さなフラットに住む。ウェストミンスター市立学校に通った後、オックスフォード大学ベリオール・カレッジに進学、卒業。第一次世界大戦中は火薬工場で働き、1921年に母校のトリニティ・カレッジで講師となった。1937年以降は同大学教授で1965年まで続けた。また、政府の科学諮問評議会の職も務める。1929年王立協会のフェローとなり、1955年からは同協会の協会長を5年間務める。1948年ナイト爵、1960年メリット勲位に叙される。
主に分子の振る舞いについて研究した化学者として知られ、1926年には化学の学生向けに化学反応の速度論のための熱力学の教科書を執筆している。また、ハロルド・ウォリス・トンプソンと共に水素と酸素の爆発反応について研究を行った。その他にも二分子反応や不均一反応についても研究を残している。この研究の良く知られた成果としてラングミュア=ヒンシェルウッド式の導出がある。また、細菌の細胞における化学反応を研究し、それから得られる抗生物質の研究に関して足跡を残している。
1956年受賞のノーベル化学賞はニコライ・セミョーノフと共に受賞した。受賞理由は反応機構の解明についての研究であった。
趣味は絵画や磁器の収集で芸術や文学に広く通じていた。ロンドンの自宅で没。

## 受賞歴
- 1935年 - ラヴォアジエ・メダル
- 1939年 - リバーシッジ賞
- 1942年 - デービーメダル
- 1946年 - ベーカリアン・メダル
- 1947年 - ロイヤル・メダル
- 1956年 - ノーベル化学賞
- 1960年 - リーバーヒューム・メダル
- 1962年 - コプリ・メダル